# Geert Dancet
Geert Dancet (* 1956) ist ein belgischer Ökonom und Spitzenbeamter und ehemaliger Direktor der Europäischen Chemikalienagentur (ECHA).

## Werdegang
Dancet studierte ab 1975 Wirtschaftswissenschaften, Ökonometrie und Philosophie an der Universität Löwen in Belgien. Von 1978 bis 1981 war er dort Assistenzprofessor. Anschließend war für während zwei Jahren Programmkoordinator für die Organisation der Vereinten Nationen für industrielle Entwicklung (UNIDO) in Bogotá (Kolumbien). 1986 trat er in die Dienste der Generaldirektion Wettbewerb der Europäischen Kommission, in der er ab 1995 stellvertretender Bereichsleiter war. Zwischen 1997 und 2004 war er Bereichsleiter in den Generaldirektionen Industrie und Unternehmen. Von 2004 bis 2007 war er Leiter des Fachbereichs REACH in der Generaldirektion Unternehmen und Industrie der Europäischen Kommission.
Im Oktober 2007 wurde Dancet vom Verwaltungsrat der Europäischen Chemikalienagentur (ECHA) dem Europaparlament als Kandidat für die Position des ECHA-Direktors ernannt, das ihn in dieses Amt wählte. Seine Amtszeit wurde 2012 um weitere fünf Jahre verlängert, so dass er zwischen 2008 und 2017 der erste ECHA-Direktor war. Unter seiner Leitung wuchs die ECHA mit über 500 Mitarbeitenden zu einer der größten EU-Agenturen. Auch die Aufnahme des Vollzugs der REACH- und CLP-Verordnung sowie später der Biozid- und der PIC-Verordnung fielen in seine Amtszeit.
Seit 2018 ist Dancet Generalsekretär des Helsinki Chemical Forums, seit 2021 zudem Vorsitzender der Regulatory Representatives and Managers Association (RRMA).

## Persönliches
Dancet ist verheiratet und hat vier Kinder. Er spricht niederländisch (flämisch), französisch, englisch, deutsch und spanisch.